# Janjići (Republika Serbska)
Janjići (cyr. Јањићи) – wieś w Bośni i Hercegowinie, w Republice Serbskiej, w gminie Rudo. W 2013 roku liczyła 78 mieszkańców.